# Francisco Rodrigues da Cruz
Pour les articles homonymes, voir Francisco Rodrigues (homonymie) et Rodrigues (homonymie).
Francisco Rodrigues da Cruz, communément appelé Padre Cruz, né le 29 juillet 1859 à Alcochete, Setúbal (Portugal) et décédé le 1er octobre 1948 à Lisbonne, est un prêtre diocésain portugais. Professeur de séminaire et prédicateur proche du peuple, il est connu dans tout le Portugal. Par privilège pontifical personnel, il est admis dans la Compagnie de Jésus à l’âge de 81 ans.
Étant donné la dévotion populaire qui entoure sa mémoire, la cause de sa béatification est ouverte en 1980.

## Biographie
Durant ses études de théologie à l’université de Coimbra, l’influence de la congrégation mariale et l’expérience des exercices spirituels de saint Ignace le portent à demander son admission dans la Compagnie de Jésus (1880). Sa santé étant jugée ‘fragile', il n’est pas reçu.
Ordonné prêtre le 3 juin 1882 à Santarém, il est successivement professeur de théologie au séminaire du même diocèse (1880-1886), puis directeur du collège ‘dos Orfâos’ à Bragance (Braga) (1886-1894), et guide spirituel au séminaire de Lisbonne de 1894 à 1898.
À partir de 1898, plus libre de ses occupations, il développe une grande activité apostolique de pastorale directe : prédications dans tout le pays, confessions, visites aux prisonniers dans les prisons comme aux malades dans les hôpitaux, soutien aux pauvres auxquels il prodiguait une aide matérielle grâce aux aumônes qu’il recevait.
Loin d’avoir abandonné le souhait de devenir jésuite il avait fait une nouvelle demande en 1886, refusée pour les mêmes raisons… Durant la période de la persécution religieuse au Portugal et l’instauration de la république (1910), il se fait passer pour un jésuite, courant délibérément le risque d’être arrêté, la Compagnie de Jésus étant bannie au Portugal.
En 1913, il reçoit la confession et donne la première communion à Lucia, une des voyantes de Fátima. Il a l’habitude d’encourager les prêtres : « notre mission est de confesser tant qu’il y a des pénitents, de prêcher tant qu’il y a des auditeurs et prier jusqu'à ne plus en avoir ».

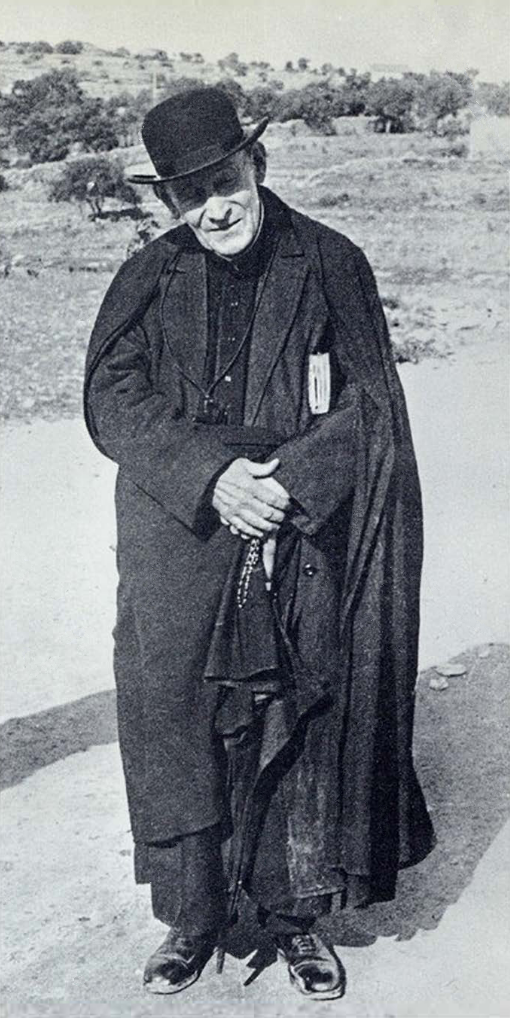
Le père Cruz à Fátima (1939)

En voyage à Rome en 1925, il fait une demande directe au père Ledóchowski, Supérieur Général des Jésuites. Cette demande est une fois de plus écartée, le Supérieur Général estimant que son admission (nécessairement hors du Portugal) entrainerait une interruption néfaste de son fructueux apostolat dans son pays natal. Cependant en 1929, Cruz obtient du pape Pie XI de pouvoir faire les vœux religieux du jésuite, au moment de sa mort. De ce jour il porte en permanence sur lui le texte de ces vœux…
Mais pas vraiment satisfait, il renouvelle sa demande le 2 septembre 1940, auprès du pape récemment élu, Pie XII. Celui-ci donne des instructions pour qu’il soit reçu dans la Compagnie de Jésus et par disposition spéciale, il l’exempte de l’obligation canonique du noviciat. Après 60 ans d’attente et de patience, et avec une grande joie, Cruz prononce ses vœux comme religieux de la Compagnie de Jésus le 3 décembre 1940, fête de saint François Xavier pour lequel il a une grande dévotion. Il a 81 ans et continue à exercer les mêmes ministères apostoliques. Celui à qui il fut répété que ‘sa santé était fragile’ meurt huit ans plus tard, le 1er octobre 1948, à Lisbonne. Il a 89 ans.

## Vénération et souvenir
- Peu de prêtres portugais contemporains jouissent d'une renommée de sainteté aussi grande et étendue. Durant sa vie, et plus encore après son décès, on lui a attribué de nombreuses grâces, beaucoup d’entre elles ‘extraordinaires’. Deux ans après sa mort, on commence déjà à rassembler des informations en vue de sa béatification. La cause de sa béatification est officiellement ouverte en 1980.
- La ville natale du Padre Cruz, Alcochete, lui a érigé une statue sur la place de la Révolution.
- Par deux fois les services postaux portugais émirent un timbre à l’effigie du Padre Cruz. En 1960 pour le centenaire de sa naissance, et de nouveau en 2009, une carte postale spéciale à l'occasion du 150e anniversaire.